# Серебристая штейндахнерия
Серебристая штейндахнерия (лат. Steindachneria argentea) — вид морских лучепёрых рыб из монотипических рода штейндахнерий (Steindachneria) и семейства штейндахнериевых (Steindachneriidae) отряда трескообразных. Родовое название дано в честь австрийского зоолога Франца Штейндахнера (1834—1919).

## Описание
Длина тела серебристой штейндахнерии составляет 30 см. Туловище вытянутое, сжатое с боков, сзади заострённое без хвостового плавника. Окраска тела серебристая, верхняя часть тела немного коричневатого цвета, нижняя с пурпурным отливом. Длинный анальный плавник поддерживается 123—125 лучами. Спинной плавник разделённый, первый короткий и высокий с отдельным колючим лучом, второй низкий и длинный. Брюшные плавники, первые лучи которых удлиненны, расположены далеко впереди ниже грудных плавников. 

## Распространение
Вид обитает на глубине от 180 до 400 м в западной тропической Атлантике, от побережья Флориды и Мексиканского залива до побережья Венесуэлы.

## Систематика
Систематическая классификация вида оспаривается. Американский ихтиолог Джозеф С. Нельсон относит единственный вид к подсемейству Steindachneriinae семейства мерлузовых (Merlucciidae). Японский ихтиолог Хиромицу Эндо относит вид к монотипическому семейству, которое является родственным семейству долгохвостовых (Macrouridae).